# 悟基塔
悟吉塔 (日文：ゴジータ／英文：Gogeta)是東映動畫公司改編日本漫畫作家鳥山明《七龍珠》的動畫版登場的虛構人物。於1995年3月4日上映的七龍珠系列第15部電影動畫《七龍珠Z 復活的融合!!悟空和達爾》首次亮相，並由山室直儀設計，與腳本家小山高生及導演山内重保共同創作。

這個條目將會介紹日本東映動畫、萬代南夢宮、亞克系統、Webfoot Technologies等發行製作廠商，在獲得集英社和Bird Studio授權後推出的七龍珠作品中登場的悟基塔，此外也會簡短介紹了貝空。

## 人物
悟基塔是孫悟空與達爾經由梅達摩爾（日文：メタモル）星人的融合術所誕生的戰士。悟基塔的日文原名ゴジータ的讀音可以拆解成「ゴ(Go／苟)、ジータ(Jīta／基塔)」。兩岸三地的代理商在過去分別各自不同的正式名稱，直至2018年12月26日臺灣及香港的萬代南夢宮娛樂在《七龍珠 異戰2》開始，與之後的《七龍珠 FighterZ》重新翻譯為「悟基塔」，根據YouTube平台上中國大陸網友遊玩《七龍珠 FighterZ》實況影片的畫面，這個角色在被中國大陸官方重新翻譯為「悟基塔」。在鳥山明《七龍珠》的單行本與完全版原作漫畫裡面，並沒有悟基塔這個角色，只在其它官方版本出現，但是經常被拿來與鳥山明《七龍珠》的貝吉特（日文：ベジット／英文：Vegetto）比較，東映動畫官方則給出了他們「實力一樣強」的簡介。
因為是賽亞人的融合，所以外觀沒有太大的變化，和悟天克斯同樣穿著梅達摩爾星人族人的服裝其相貌因不同的的系列而有所區别。在服裝方面，作為悟空和貝吉達的融合，他身穿黑色背心與橙紅色襯墊，深藍色腰帶，黑色腕帶。

在山室直儀的設計圖中提到「正義的超級戰士悟空與天才自負的貝吉達，絕對無敵的超級融合戰士!!」悟基塔擁有強大的正面能量，可將黑暗勢力轉化光明正義的力量，所有邪惡意念和思想的敵人都不是他的對手。他的名言「我既不是悟空，也不是貝吉達，我是能夠打倒你的人!!」。但是鳥山明擔當腳本的2018年電影動畫《七龍珠超 布羅利》則沒有出現這句名言，而是「用波特拉耳環那次的我叫貝吉特」經過一番思考後「我必須取一個好名字才會顯得很酷」決定悟基塔這個名字。

## 登場作品

### 動畫
七龍珠Z
悟基塔在1995年動畫電影『復活的融合!!』中首次以超級賽亞人形態在邪念波面前登場。依據『七龍珠大全集6』介紹電影動畫是發生在「孫悟空、魔人普烏、悟天克斯都已經登場，但是貝吉達已在和魔人普烏的鬥爭中犧牲」的時間點。
悟基塔保留了貝吉達沉著的性格。透過實力差距投射出來的靈魂懲罰者將邪念波的邪惡能量徹底消滅、變回原來的サイケ鬼。然而在後續的《七龍珠GT》和《七龍珠超 布羅利》中缺少沉著的性格。《七龍珠Z 復活的融合!!悟空和貝吉達》彩色動畫漫畫提到「下垂的前髮源自孫悟空，好戰的神情源自貝吉達」。另外設計「貝空（ベクウ）」是由南界王所命名，但是他本人仍然堅稱自己是“悟基塔”。看似肥胖的悟基塔因為在融合時貝吉達出了拳頭，所以誕生失敗的戰士。他的行動笨拙，但是抵抗力很好。擅長的得意招式為「放屁」和「逃跑」。

為了救出閻羅王的悟空和身在混亂中的世界復活的貝吉達，兩人為了打倒强大的邪念波（ジャネンバ）而進行了融合。在原作中兩人通過波特拉耳環的力量進行合體，儘管他表面像一名傲慢性格的謀士仍然試圖去營救被邪惡魔人普烏吸收的同伴們，悟基塔擁有相對沉默寡言的性格。隨著邪念波消失，他面帶笑容看著サイケ鬼回到原來的狀態。在這部電影中，當兩個人成功地融合後登場時，已經成為超級賽亞人。
在這之前，兩人在融合失敗中誕生的「貝空（ベクウ）」身材矮小肥胖，在劇中經常摔倒，被當成彈力跳跳球一樣滾動和不倒翁，他的性格過於自信，但終究不是完美的融合，無法發揮實力。但是麻木不仁的行動勉强熬過30分鐘的漫長時間、成功恢復原來的兩個人。在那之後排骨飯（パイクーハン）出來替悟空和貝吉達爭取融合時間時，兩人再次融合成功誕生悟基塔。他使用Punisher Drive肉眼無法看見的光芒及Soul Strike對抗邪念波，最後再以靈魂懲罰者從彩色的能量球形成的耀眼光芒瞬間擊破。邪念波在成為無數光的粒子而消失之際用盡全力打了悟基塔的臉，而悟基塔如一隻眉毛不動地接招顯示出壓倒性的力量。
七龍珠GT
2005年販售的『DRAGON BALL GT DVD BOX-DBGT DRAGON BOX『ドラゴンボール』シリーズ最終章』的採訪中，腳本家前川淳在電視節目《七龍珠GT》為了呈現貝吉達的心境有所改變、比起過去更為內斂的想法，在故事即將進入尾聲前的『邪惡龍篇』令變身為超級賽亞人4的貝吉達主動向悟空提議融合，從而誕生出超級賽亞人4悟基塔。

超級賽亞人4悟基塔是由中鶴勝祥設計。1997年發售的『七龍珠GT 完全檔案Nol.2』超級賽亞人4的悟基塔被介紹「無限的力量與友情的融合，七龍珠全次元最強的戰士。實力遠比超級賽亞人4強上數十倍」。他信心十足自誇地對超級一星龍說「對付你，我只需要出一根手指頭。」他的體內與『復活的融合!!』登場的超級賽亞人悟基塔相同，身上有強大的正面能量，但是這次超級賽亞人4悟基塔有無限的正面能量。官方將超級賽亞人4悟基塔稱為「或許他是全銀河、全宇宙中擁有最為強大力量的戰士」。
超級賽亞人4悟基塔在《七龍珠GT》第60話首次登場。為了打敗邪惡龍的本體：超級一星龍，貝吉達主動向悟空提議融合作為戰鬥的「超級賽亞人4 悟基塔」最終王牌。他的相貌與超級賽亞人4狀態的悟空和貝吉達不同，他的頭髮是紅色，但是體毛是棕色。性格與第15部電影動畫『復活的融合!!』沉著冷靜的悟基塔不同，他擁有有頑皮貪玩性格。壓打性的力量使得超級一星龍的所有攻擊都起不了作用，超級一星龍被當作如同小孩子般對待。但是超級賽亞人4狀態下進行融合消耗大量的能量，最後只有維持10分鐘的時間就解除、恢復原來的兩個人，只差一步之遙就可以解決超級一星龍。此後悟空和貝吉達利用殘像拳再次嘗試融合，但由於超級一星龍的干擾、悟空與貝吉達相繼恢復原來的狀態，變得不可能再次成功地融合。
正如『七龍珠GT 完全檔案 Nol.2』所介紹的，超級賽亞人4悟基塔身上充滿無限的“正面能量”不僅可以消滅邪惡的負面能量和抵擋超級一星龍的負能重力球的強大攻擊，還能利用自身的正能量令負能重力球轉換為正能源後反踢回去、淨化壟罩在整個地球大氣層的邪惡能量。最後超級一星龍是被超宇宙元氣彈消滅。
七龍珠超
『七龍珠 大全集6』鳥山明談論東映動畫製作的觀點中，利用波特拉耳環創造了貝吉特是因為東映動畫已經設計完成悟基塔的電影。鳥山明「這樣子的話或許老界王神身上配戴的耳環可以拿來用」。在時隔23年之後，2018年《七龍珠超 布羅利》來自鳥山明的留言中，鳥山明提到「試著將布羅利與悟基塔加入原作」的想法。擔當電影動畫的人物設計師的新谷直大在《七龍珠超 布羅利》根據鳥山明原案再設計常態的悟基塔、超級賽亞人悟基塔，以及新谷額外設計的超級賽亞人之神的超級賽亞人悟基塔（悟基塔Blue）和身材消瘦及肥胖的「貝空（ベクウ）」。
電影《七龍珠超 布羅利》中，悟空和貝吉達決定在狂暴的超級賽亞人布羅利勢不可擋的時候，兩人來到比克面前進行融合舞蹈。在經過兩次失敗的嘗試之後強大的戰士悟基塔誕生了，成為悟基塔之後利用瞬間移動返回戰場。很快地悟基塔變身超級悟基塔，悟基塔的龜派氣功波與布羅利的Gigantic Omega Storm發生碰撞粉碎現實維度來到另外一個異世界，與布羅利再進一步變身更強的形態展開對決，直到他們回到現實世界。悟基塔閃避Gigantic Breath後以God Punisher反擊，最後似乎用了靈魂懲罰者給予布羅利重大的傷害後成功避開Gigantic Full Blast攻擊，利用流星爆炸制伏了布羅利。此時布羅利似乎恢復理智，但是面對悟基塔的龜派氣功波，琪萊發現事態嚴重趕緊向七龍珠許願讓布羅利回到萬帕星球才保住了性命。經過這次打鬥之後，悟空也因此結識了新的同伴。

### 漫畫
- 超七龍珠群雄
- 七龍珠超 (日本漫畫作家豐太郎繪製的漫畫插圖)

### 電子遊戲
1. 悟基塔首次於遊戲中亮相的是在PlayStation平台上，1995年由萬代發行的《七龍珠Z Ultimate Battle 22》。悟基塔被設置為遊戲最強的隱藏角色。
2. 在2005年萬代發行的PlayStation 2家用遊戲《七龍珠Z 武道會3》讓GT的超級賽亞人4悟基塔登場了。
3. 在2009年在PlayStation 3和Xbox 360平台發布的遊戲《七龍珠迅猛炸裂》的原創故事“貝吉特和悟基塔競爭，誰更為強悍”當他擊敗貝吉特時，悟基塔會主動要求重新對決。
4. 2010年開始營運的卡片街機遊戲《七龍珠群雄》中，出現了超級賽亞人2、3、4的悟基塔。
5. 2016年11月17日開始營運的《超級七龍珠群雄》來自另一個世界的“Xeno”悟基塔也出場（名為:悟基塔Xeno）。服裝設計不同於電影動畫和其它遊戲作品。此外也出現了超級賽亞人4悟基塔Xeno。

- 七龍珠Z Ultimate Battle 22
- 七龍珠Z 超武鬥傳
- 七龍珠Z 憤怒的普烏
- 七龍珠Z 武道會3
- 七龍珠Z Sparking!
- 七龍珠Z Sparking! NEO
- 七龍珠Z Sparking! METEOR
- Data Carddass Dragon Ball Z 2
- 七龍珠Z 真武道會
- 七龍珠Z 真武道會2
- DRAGON BALL Z -七龍珠爆裂激戰-
- ドラゴンボールZ スカウターバトル体感かめはめ波 ～おらとおめぇとスカウター～
- Dragonball z card dbz data carddass w bakuretsu IMPACT
- 七龍珠Z 無限世界
- 七龍珠 迅猛炸裂
- 七龍珠 迅猛炸裂 2
- 七龍珠 搭檔對決
- 七龍珠改 究極武鬥傳
- 七龍珠 終極炸裂
- 七龍珠Z For Kinect
- 七龍珠Z 武道大會 HD 精選輯
- 七龍珠Z 超究極武鬥傳
- 七龍珠Z 爆裂大戰
- 七龍珠 異戰
- 七龍珠 異戰2
- 七龍珠 激戰傳說
- 七龍珠 融合
- 七龍珠FighterZ
- 七龍珠群雄
- 超級七龍珠群雄

## 招式
```
悟基塔和其它七龍珠戰士一樣，他充分利用氣來提升力量。
```

### 動畫
七龍珠Z（復活的融合!!悟空與貝吉達）
必殺技為「ソウルパニッシャー」另譯：靈魂懲罰者。
- Punisher drive（パニッシャードライブ）
- Soul strike（ソウルストライク）
- 靈魂懲罰者 (ソウルパニッシャー)

七龍珠GT（邪惡龍篇）
必殺技為「ビックバンかめはめ波」另譯：大爆炸龜派氣功波。
- 分身
- 淨化
- Ultimate Impact（アルティメットインパクト）
- 大爆炸龜派氣功波 (ビックバンかめはめ波)
- 嚇唬你的龜派氣功波 (ブラフかめはめ波)
- 氣合眼 (気合い眼)

七龍珠超（布羅利）
必殺技為「スターダストエクスプロージョン」另譯：流星爆炸。
- 瞬間移動
- 龜派氣功波 (かめはめ波)
- Soul strike（ソウルストライク）
- God Punisher（ゴッドパニッシャー）
- Meteor Explosion（メテオエクスプロージョン）
- Metro attack（メトロアタック）
- 流星爆炸（スターダストエクスプロージョン）
- Stardust Fall（スターダストフォール）
- Stardust breaker（スターダストブレイカー）

### 電子遊戲
- 100倍ビッグバンかめはめ波
  - 任天堂Switch平台《超級七龍珠群雄》超級賽亞人4悟基塔原創招式。
  - 威力是《七龍珠GT》的超級賽亞人4悟基塔必殺技「ビックバンかめはめ波」的100倍。
- ゴッドビッグバンかめはめ波
  - 任天堂Switch平台《超級七龍珠群雄》超級賽亞人之神的超級賽亞人悟基塔（悟基塔Blue）原創招式。
- クイックウルトラボール
  - 萬代南夢宮和東映動畫聯合出版的電子遊戲原創招式
- ウルトラスーパードーナッツ
  - 萬代南夢宮和東映動畫聯合出版的電子遊戲原創招式
- ウルトラビッグバンかめはめ波
  - 萬代南夢宮交換卡片街機《七龍珠群雄》超級賽亞人4悟基塔原創招式。
- アトミックかめはめ波
  - 任天堂Switch《超級七龍珠群雄》超級賽亞人4悟基塔：Xeno原創招式。
- ギャリックかめはめ波
  - 3DS平台上《七龍珠融合》超級賽亞人悟基塔原創招式。

## 官方指南
- 在《七龍珠Z 復活的融合!!悟空和貝吉達》製作企劃的階段中打算設計體型瘦弱的「貝空（ベクウ）」，計畫安排在“悟基塔誕生時，邪念波的掌上分別創造一個迷你悟空和迷你貝吉達進行融合，但是融合失敗成為瘦弱的貝空”然而最終放棄了這個情節[13]。
  - 在電視動畫《七龍珠Z》中，悟天克斯、貝吉特剛誕生時都處於普通狀態，這點與悟基塔不同，悟基塔的普通狀態從未出現在官方動畫作品。直到2012年9月下旬，悟基塔的普通狀態第一次出現在《七龍珠改:Ultimate Deformed Mascot5》的塑膠模型。2018年12月《七龍珠超 布羅利》處於普通狀態的悟基塔也首次出現在官方的動畫電影版。

- 1995年一期的集英社『週刊少年Jump』將悟基塔與貝吉特比較，指出融合能夠比波特拉耳環合體獲得更多的力量，因此悟基塔比貝吉特更為強大。悟基塔和貝吉特被官方稱為「終極戰士」。1996年的『七龍珠大全集7』提到「波特拉耳環合體的力量，比融合更強」。

- 在2004年7月的集英社『V-JUMP』和「DRAGON BALL魂」的《DragonBall Z 3》特刊中寫道“超級賽亞人悟基塔的戰鬥力估計超過25億[14]。”

## 關聯條目
1. 孫悟空
2. 貝吉達
3. 貝吉特

## 相關書籍

### 漫畫
- Anime Kids Comics 七龍珠Z〈電影版2〉 復活的融合!!悟空與貝吉達 - 集英社（集英社Comic Media Mook） 、1995年5月20日、雑誌 63501-34
- Jump Anime Library 七龍珠Z 電影版 復活的融合!!悟空與貝吉達 - 集英社、1995年6月3日、雑誌64331-33
- Jump Anime Comics 七龍珠Z 復活的融合!!悟空與貝吉達 - 集英社、1995年8月26日、ISBN 4-8342-1408-7
- Jump Comic 七龍珠GT Anime Comics 邪惡龍篇[15] - 集英社
  - Vol.3、2019年12月9日發行（2019年12月4日發售、ISBN 978-4-08-882161-0
- 七龍珠超 布羅利 卡通漫畫書 - 集英社編/Jump Comic出版編集部、Jump Comics、2019年5月2日。ISBN 978-4-08-882002-6。

### 小說
- 七龍珠超 布羅利 - 著/日下部匡俊、Jump Jay Books、2018年12月14日。ISBN 978-4-08-703468-4
- 七龍珠超 布羅利 映画ノベライズみらい文庫版 - 著/小川彗、集英社みらい文庫、2018年12月14日。ISBN 978-4-08-321475-2。